# Sorba Thomas
Benjamin Sorba William Thomas (* 25. Januar 1999 in London) ist ein englisch-walisischer Fußballspieler, welcher aktuell beim englischen Verein Huddersfield Town unter Vertrag steht und an den FC Nantes ausgeliehen ist. Der Flügelspieler ist zudem seit Oktober 2021 walisischer Fußballnationalspieler.

## Karriere

### Verein
Der in London geborene Sorba Thomas wechselte mit sechzehn Jahren in die Jugendakademie des FC Boreham Wood, nachdem er zuvor bei West Ham United aussortiert worden war. Für den 20 km nördlich vom Zentrum Londons beheimateten Verein debütierte er 2017/18 in der fünftklassigen National League. Boreham Wood zog als Tabellenvierter in die Aufstiegs-Play-offs ein, scheiterte dort jedoch mit dem in der 83. Minute eingewechselten Sorba Thomas im Finale mit 1:2 an den Tranmere Rovers. Der Aufstieg blieb der Mannschaft um den regelmäßig zum Einsatz kommenden Thomas auch in den beiden kommenden Spielzeiten verwehrt.
Mitte Januar 2021 gab der englische Zweitligist Huddersfield Town die Verpflichtung des 21-jährigen Flügelspielers bekannt. Für den drei Spielklassen höher spielenden Verein bestritt er bis zum Saisonende der EFL Championship 2020/21 sieben Ligaspiele und beendete die Saison mit seinem Team als Tabellenzwanzigster. In der EFL Championship 2021/22 gelang Thomas mit einem Tor und vier Torvorlagen ein ausgezeichneter Start, wofür er die Auszeichnung zum Spieler des Monats August 2021 der zweiten Liga erhielt. Huddersfield beendete die Spielzeit als Tabellendritter und zog damit in die Aufstiegs-Play-offs ein. Dort bezwang die von Carlos Corberán trainierte Mannschaft im Halbfinale in zwei Partien den Tabellensechsten Luton Town (1:1 und 1:0) und zog ins Finale in Wembley gegen Nottingham Forest ein.
Am 19. Mai 2022 unterschrieb er einen neuen höher dotierten bis 2026 gültigen Vertrag in Huddersfield, womit seine starken Leistungen als einer der besten Vorlagengeber der EFL Championship belohnt wurden. Für die Rückrunde der Spielzeit 2022/23 war er an die Blackburn Rovers ausgeliehen. Im Anschluss kehrte Thomas zu Huddersfield Town zurück und absolvierte in der Saison 2023/24 insgesamt 41 Ligaspiele. Am Ende der Spielzeit stieg der Verein in die dritte Liga ab. Im Juli 2024 wurde Thomas für eine Saison an den französischen Erstligisten FC Nantes verliehen.

### Nationalmannschaft
Der in England als Sohn eines Vaters aus Sierra Leone und einer Mutter aus Wales geborene Sorba Thomas geriet im August 2021 ins Blickfeld des walisischen Nationaltrainers Rob Page. Am 8. Oktober 2021 debütierte er in der walisischen Fußballnationalmannschaft bei einem 2:2-Unentschieden in Tschechien. Der noch in einem weiteren Spiel der Qualifikation für die Fußball-Weltmeisterschaft 2022 eingesetzte Thomas zog mit Wales als Tabellenzweiter der Gruppe E ins Play-off-Turnier ein. Dort setzte sich das walisische Team mit 2:1 gegen Österreich durch und trifft im Finale im Juni 2022 auf Schottland oder die Ukraine.